# Milchweißer Bindenspanner

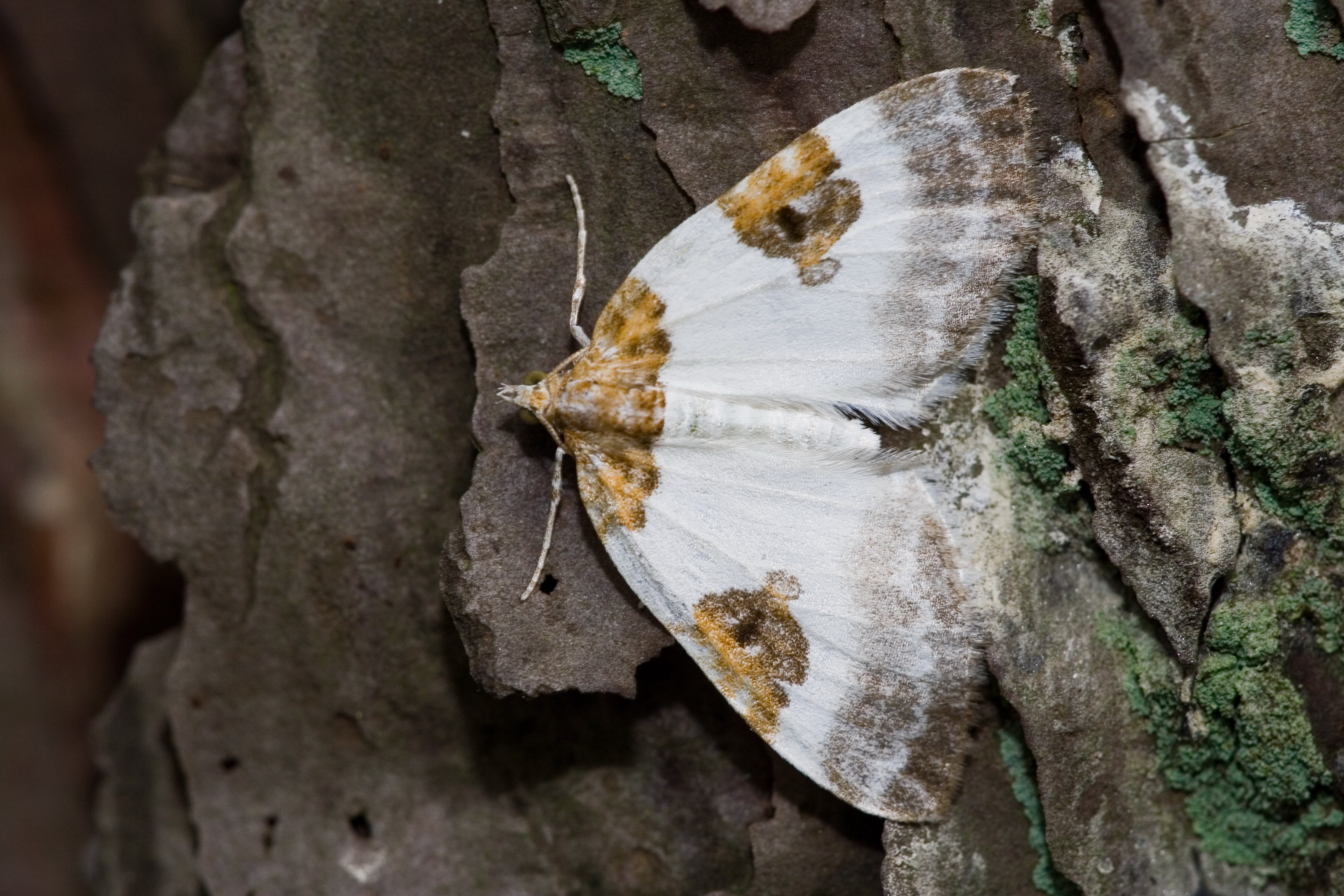
Milchweißer Bindenspanner mit hellbraunen Zeichnungselementen

Der Milchweiße Bindenspanner (Plemyria rubiginata), auch Milchweißer Blattspanner genannt, ist ein Schmetterling (Nachtfalter) aus der Familie der Spanner (Geometridae).

## Merkmale

### Falter
Die Flügelspannweite der Falter beträgt 22 bis 28 Millimeter. Die Grundfarbe der Vorderflügel ist überwiegend milchig weiß. Das Wurzelfeld ist hellbraun bis schwarzbraun gefärbt. Mit gleicher Farbe hebt sich ein großer Fleck am Vorderrand nahe der Mitte hervor. Die Intensität und Ausgestaltung dieses Flecks kann variieren. Im unteren Mittelfeld sind bei einigen Exemplaren kleine schwarze Flecke vorhanden. Vom sehr dunklen Apexbereich verläuft ein graubraunes Saumband entlang des Vorderflügelaußenrandes, das sich auf den Hinterflügeln meist in abgeschwächter Form fortsetzt. Im Saumband  ist eine dünne weiße Wellenlinie erkennbar. Vorder- und  Hinterflügel zeigen jeweils einen schwarzen Diskalfleck, der zuweilen sehr undeutlich sein kann.

### Raupe
Erwachsene Raupen sind grünlich gefärbt. Auf dem Rücken und an den Seiten haben sie mehrere gelbliche Linien und Streifen. Am Körperende befinden sich zwei kurze Analspitzen.

### Puppe
Die Puppe ist hellgrün. Kurz vor dem Schlüpfen der Falter schimmern die dunklen Zeichnungselemente der Vorderflügel durch die Flügelscheiden.

### Ähnliche Arten
Vergleichbare schwarze, braune und weiße Zeichnungselemente insbesondere auf den Vorderflügeln zeigen auch die Falter folgender Arten:
- Melanthia alaudaria ist kleiner und unterscheidet sich auch durch deutliche weiße Spitzen, die in den  sehr dunklen Saumbereich ragen.
- Der Sturmvogel (Melanthia procellata) ist durch einen nahezu viereckigen weißen Fleck im dunklen Saumband zu erkennen.
- Dem Brombeer-Blattspanner (Catarhoe albicillata) fehlt der große Mittelfleck auf den Vorderflügeln. Gleiches gilt für den Braunbinden-Blattspanner (Catarhoe cuculata) und den Pfaffenhütchen-Harlekin (Ligdia adustata). Letzterer zeigt außerdem stets ein weißes Feld an der Vorderflügelspitze.

## Geographische Verbreitung und Vorkommen
Das Verbreitungsgebiet des Milchweißen Blattspanners erstreckt sich durch West- und Mitteleuropa einschließlich der Britischen Inseln und weiter durch die gemäßigte Zone bis nach Ostasien. In Schottland ist er durch die ssp. Plemyria rubiginata plumbata vertreten. In den Alpen kommt er noch in einer Höhe von 1500 Metern vor. Die Art bewohnt bevorzugt Heckengebiete, Auwälder, Streuobstwiesen und Gärten.

## Lebensweise
Die dämmerungs- und nachtaktiven Falter fliegen von Mai bis September. Tagsüber können sie aus der Vegetation leicht aufgescheucht werden. Nachts besuchen sie auch künstliche Lichtquellen. Die Raupen ernähren sich hauptsächlich von den Blättern von Kulturapfel (Malus domestica), Schlehdorn (Prunus spinosa), Traubenkirsche (Prunus padus) und Erlenarten (Alnus).

## Gefährdung
Der Milchweiße Bindenspanner wird in Deutschland auf der Roten Liste gefährdeter Arten als nicht gefährdet geführt.